# Lycostommyia albifacies
Lycostommyia albifacies är en tvåvingeart som beskrevs av Hermann 1907. Lycostommyia albifacies ingår i släktet Lycostommyia och familjen rovflugor. Inga underarter finns listade i Catalogue of Life.